# The Pinnacle (Chicago)
The Pinnacle is een wolkenkrabber in Chicago, Verenigde Staten. De bouw van de woontoren begon in 2002 en werd in 2004 voltooid. Het gebouw staat op 670 North Wabash Avenue.

## Ontwerp
The Pinnacle is 163,07 meter hoog en telt 48 verdiepingen. Het postmodernistische gebouw is ontworpen door Lucien Lagrange Architects en heeft een gevel van beton.
Het gebouw bevat 213 woningen, een wijnkelder, een zonnedek, een zwembad en een fitnesscentrum. Ieder van de bovenste vier verdiepingen bevat één penthouse.